# Liste der Landschaftsschutzgebiete im Landkreis Celle
Die Liste der Landschaftsschutzgebiete im Landkreis Celle enthält die Landschaftsschutzgebiete des Landkreises Celle in Niedersachsen.
| Bild               | Nummer         | Bezeichnung des Gebietes                         | Fläche in Hektar | WDPA-ID | Koordinaten | Datum der Verordnung |
| ------------------ | -------------- | ------------------------------------------------ | ---------------- | ------- | ----------- | -------------------- |
| LSG Örtzetal       | LSG CE 00002   | Oertzetal von Müden bis zur Mündung in die Aller | 195,00           | 323461  | Position    | 1937                 |
|                    | LSG CE 00016   | Habighorster Wacholderpark                       | 140,80           |         | Position    | 1938                 |
|                    | LSG CE 00020   | Lachtetal                                        | 27,20            | 390139  | Position    | 1959                 |
| LSG Südheide       | LSG CE 00025   | Südheide im Landkreis Celle                      | 39570,00         | 324910  | Position    | 1992                 |
|                    | LSG CE 00033   | Müsse                                            | 11,00            | 323106  | Position    | 1981                 |
| LSG Entenfang Boye | LSG CE-S 00001 | Entenfang Boye                                   | 437,00           | 320656  | Position    | 1937                 |
|                    | LSG CE-S 00002 | Vogelschutzgehölz Matthieshagen                  | 2,00             | 325435  | Position    | 1937                 |
|                    | LSG CE-S 00003 | Der Behrenshop bei Altenhagen                    | 2,00             | 320317  | Position    | 1938                 |
|                    | LSG CE-S 00004 | Das Weiße Moor bei Hustedt                       | 211,00           | 320286  | Position    | 1938                 |
|                    | LSG CE-S 00005 | Oberes Allertal                                  | 23,60            | 323356  | Position    | 1953                 |
|                    | LSG CE-S 00007 | Südheide im Gebiet der Stadt Celle               | 1337,00          | 324909  | Position    | 2016                 |
|                    | LSG CE-S 00008 | Garßener Loh                                     | 17,00            | 320956  | Position    | 1997                 |